# 山岡町立山岡西小学校
山岡町立山岡西小学校（やまおかちょうりつ　やまおかにしがっこう）は、かつて岐阜県恵那郡山岡町（現・恵那市）に存在した公立小学校。

## 概要
- 山岡町西部（旧・鶴岡村）の下手向・釜屋・原・田代が校区であった。
- 1964年、山岡東小学校と統合。山岡小学校の新設により廃校。統合校舎完成の1966年まで、山岡西小学校の校舎は山岡小学校西教室として使用された。

## 沿革
- 1873年（明治6年）3月 - 鶴根舎が開校。釜屋村、原村の児童が通学する。
- 1873年（明治6年）8月 -
  - 下手向村に進行義校が開校。普門寺[注釈 2]を仮校舎とする。
  - 鶴根舎が開亭義校に改称する。
- 1876年（明治9年）3月 - 開亭義校が新築移転。
- 1879年（明治12年）4月 - 進行義校が新築移転。
- 1883年（明治16年） - 進行義校が進行学校に改称する。
- 1886年（明治19年）10月 - 進行学校が下手向簡科小学校、開亭義校が原簡易科小学校に改称する。
- 1893年（明治26年）1月 - 下手向簡易科小学校が下手向尋常小学校、原簡易科小学校が原尋常小学校に改称する。
- 1897年（明治30年）4月1日 - 下手向村、釜屋村、原村、田代村が合併し、鶴岡村が発足。
- 1901年（明治34年）4月 - 下手向尋常小学校、原尋常小学校、田代尋常小学校が統合され、鶴岡尋常小学校となる。田代分教場を設置。
- 1908年（明治41年）7月 - 鶴岡尋常高等小学校に改称する。
- 1941年（昭和16年）4月1日 - 鶴岡国民学校に改称する。
- 1947年（昭和22年）4月1日 - 鶴岡村立鶴岡小学校に改称する。鶴岡村立鶴岡中学校を併設する。
- 1955年（昭和30年）3月1日 - 遠山村と鶴岡村が合併し、山岡町が発足。同時に山岡町立山岡西小学校に改称。また、併設の鶴岡中学校も山岡町立山岡西中学校に改称する。
- 1958年（昭和33年）4月 - 山岡町立山岡東中学校と山岡町立山岡西中学校が統合され、山岡町立山岡中学校となる。中学校併設が解消。
- 1964年（昭和39年）3月31日 - 山岡西小学校と山岡東小学校が統合され、山岡小学校の新設により廃校。田代分校は山岡小学校に継承される。